# Comté de Gorizia et Gradisca
 (janvier 2025).
Si vous disposez d'ouvrages ou d'articles de référence ou si vous connaissez des sites web de qualité traitant du thème abordé ici, merci de compléter l'article en donnant les références utiles à sa vérifiabilité et en les liant à la section « Notes et références ».
1747–1918
Entités précédentes :
- Comté de Goritz

Entités suivantes :
- Royaume d'Italie (Vénétie julienne)

Le comté princier de Gorizia et Gradisca (en allemand : Gefürstete Grafschaft Görz und Gradisca ; en italien : Contea Principesca di Gorizia e Gradisca) est un ancien comté appartenant à la monarchie de Habsbourg. Faisant partie du Littoral autrichien, il était localisé au niveau de la frontière actuelle entre l'Italie et la Slovénie, s'étendant de la côte Adriatique jusqu'aux Alpes juliennes. L'origine de son nom provenait de ces deux principaux centres urbains qu'étaient Gorizia et Gradisca d'Isonzo.
La plupart du territoire se situe aujourd'hui en Slovénie (la région traditionnelle de Goriška), lorsque les villes de Gorizia et Gradisca appartiennent à l'Italie.

## Histoire
L'ancien comté princier de Goritz était originaire du début du XIIe siècle ; depuis 1271, la lignée des comtes régnaient sur les domaines bavarois dans le Pustertal s'étendant d'Innichen à Lienz, d'une part, et sur leurs possessions friouliennes autour de Gorizia (Goritz) qu'ils avaient acquis en tant que baillis des patriarches d'Aquilée, d'autre part. 
Le comté fut rattaché aux territoires héréditaires des Habsbourg en 1500, en vertu d'un contrat de succession avec le dernier souverain Léonard de Goritz qui décéda sans laisser de descendants.

### Monarchie danubienne
L'empereur Maximilien Ier fait gérer les domaines autour de Goritz par un gouverneur ; la domination des Habsbourg fut momentanément interrompue en 1508 et 1509 au profit de la république de Venise. À partir de 1564, Goritz était gouverné avec les pays de l'Autriche intérieure par l'archiduc Charles II et son fils le futur empereur Ferdinand II.

L'Autriche intérieure à la fin du XVIII, Goritz et Gradisca en bleu.

En 1647, la localité voisine de Gradisca d'Isonzo devint elle-même un nouveau comté dirigé par les comtes d'Eggenberg. La dynastie a été élevée au rang des princes pendant la guerre de Trente Ans, en 1623, et l'empereur Ferdinand III les assigna le fief de Gradisca. Lorsque la lignée masculine des Eggenberg s'éteint en 1717, les deux comtés voisins furent unifiés trente ans plus tard pour former le comté princier de Gorizia et Gradisca.
Durant les guerres napoléoniennes, le comté tomba sous la domination des forces françaises ; il fut ainsi rattaché aux provinces illyriennes entre 1809 et 1815. Après la défaite française et à la suite du traité de Vienne, la région fut rendue aux Habsbourg. Le comté fut légèrement étendu par l'ajout de zones autour de Monfalcone et de Grado qui appartenaient précédemment à la République de Venise. En 1816, le comté fut attaché à une plus grande division administrative de l'Empire dénommé royaume d'Illyrie dont la capitale était Ljubljana.
En 1849, le royaume fut dissous et le Littoral autrichien fut créé au départ de sa partie occidentale. Il comprenait le comté ainsi que la cité de Trieste et l'Istrie. En 1861, le comté redevint autonome en tant que comté princier de Gorizia et Gradisca. Ce dernier appartient alors toujours à l'empire des Habsbourg. Le comté disposait de son propre parlement et disposait d'une large autonomie dans de nombreux domaines. Le comté disposait juste d'un gouverneur impérial (Landeshauptmann en allemand) qui s'occupait du lien entre l'Empire et de toute la région du littoral.
En 1915, le royaume d'Italie déclare la guerre à l'empire austro-hongrois des Habsbourg. La partie occidentale du comté est ravagée par les combats sanglants des batailles de l'Isonzo. En 1916, Gorizia est occupée par les troupes italiennes mais ces dernières sont repoussées par l'armée austro-hongroise lors de la bataille de Caporetto.

### Entre l'Italie et la Yougoslavie
À la fin de la Première Guerre mondiale, en 1918, l'Empire capitule et est fractionné en plusieurs nouveaux états. La zone du comté est provisoirement incorporée à la Marche julienne. Les traités de Saint Germain-en-Laye et de Rapallo offrent le territoire de l'ancien Littoral autrichien au royaume d'Italie. Le comté perd alors toute autonomie locale contrairement à sa situation au sein de l'Empire. Une partie est reliée à la province de Trieste, à la province d'Udine et à la province de Frioul.
En 1927, la province de Gorizia est créée. Durant la période fasciste italienne qui suivit, le pouvoir mena une politique d'italianisation de la zone qui était occupée par quelques germanophones mais aussi par une population majoritairement de langue slovène. Avant cela, le slovène et l'allemand étaient des langues officielles et administratives dans la région. Elles étaient employées dans l'administration et dans l'enseignement. Elles furent interdites par les fascistes. Les noms des localités furent changés, l'utilisation des autres langues fut interdite en public, les enfants ne pouvaient plus avoir de noms à consonance slave, etc. De nombreux Slaves fuirent vers le royaume de Yougoslavie voisin ou émigrèrent vers l'Argentine. D'autres furent emprisonnés ou torturés. En 1927, des militants antifascistes slovènes (TIGR) commencèrent à se réunir pour attaquer les forces fascistes.
Lors de la Seconde Guerre mondiale, l'Italie, alliée aux Allemands, occupe toujours la région jusqu'en septembre 1943, lorsqu'elle capitule. Les forces allemandes prennent le relais sous le commandement du Gauleiter Friedrich Rainer. Des partisans yougoslaves mènent des combats dans la région à l'encontre des forces allemandes. Les Allemands rendent toutefois leurs droits aux populations de langue slovène. Des collaborateurs slovènes aident également les Allemands. À la fin de la guerre, la zone fut libérée par les troupes yougoslaves. La région du comté fut alors contestée entre les Alliés et les troupes yougoslaves. En 1947, la zone fut découpée en deux zones A et B. La zone A fut par la suite rattachée à l'Italie tandis que la seconde zone fut rattachée à la Yougoslavie (1954).
La partie yougoslave appartient aujourd'hui à la Slovénie tandis que l'autre appartient à la province italienne de Gorizia. Après la Seconde Guerre mondiale, les populations italophones et germanophones présentes dans la région rattachée à la Yougoslavie sont également persécutées. La majorité d'entre elles quitteront la région pour rejoindre l'Italie, l'Autriche ou l'Allemagne.

## Culture

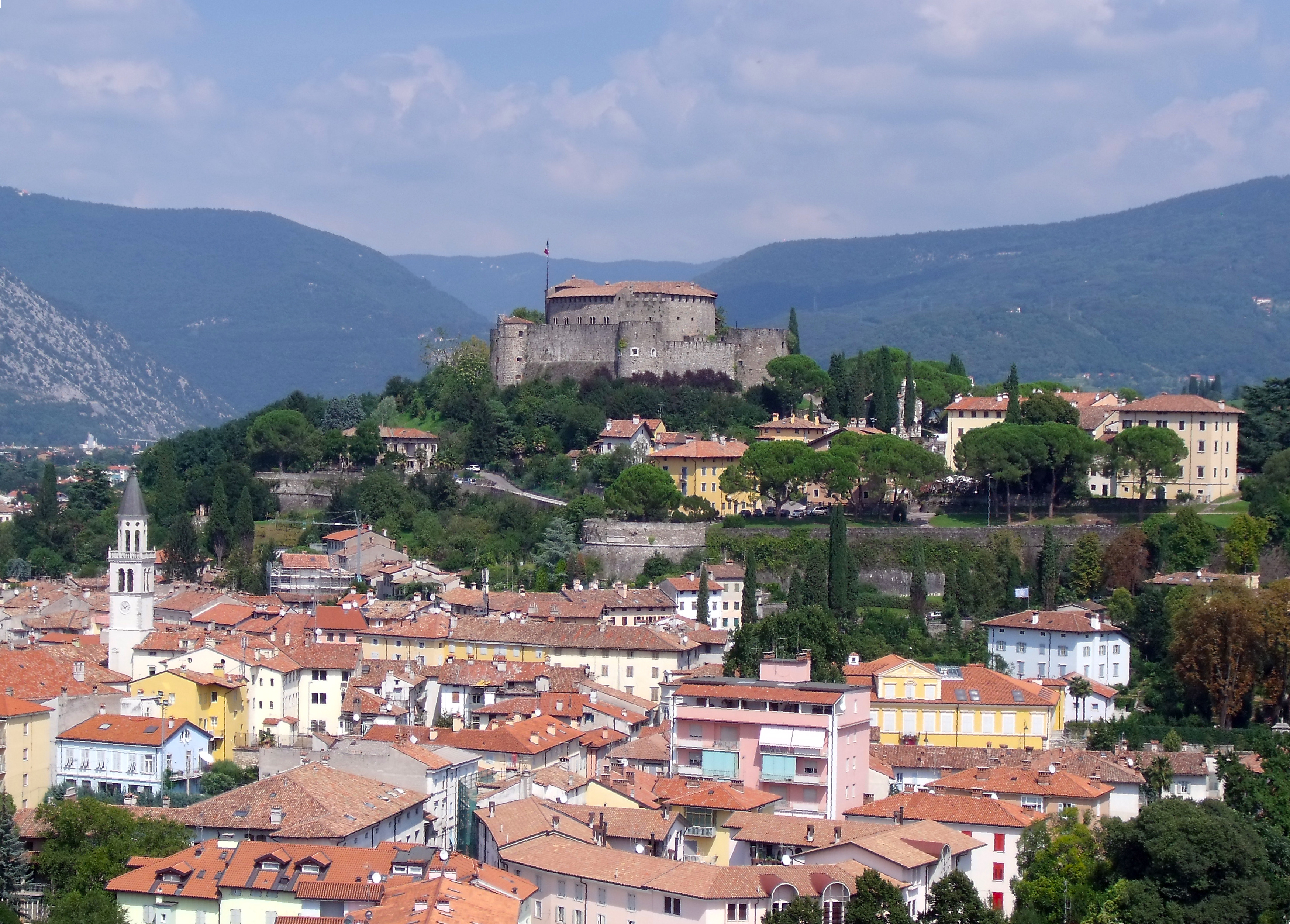
La vieille ville et le château de Gorizia.

La culture de la région était un mélange des cultures frioule, italienne, germanique et slovène.

## Démographie
Selon le recensement de 1910, la zone recouvrait 2 918 km2 pour une population totale de 260 721 habitants. 154 564 personnes étaient de langue slovène (59,3 %), 90 119 étaient de langue italienne (34,6 %) et 4 486 personnes de langue germanique (1,7 %).

### Division administrative
Le comté était divisé en six districts (Kreise) :
- Ville de Gorizia (Görz) ;
- Voisinage de Gorizia ;
- Gradisca ;
- Monfalcone ;
- Sežana (Sesana) ;
- Tolmin (Tolmein).

### Sources
- (it) Branko Marušič & Sergio Tavano, Il vicino come amico realtà o utopia? : la convivenza lungo il confine italo-sloveno (Gorizia: Mohorjeva družba, 2007).
- (en) Branko Marušič, Die Vereinstätigkeit im österreichischen Küstenland (Triest, Görz-Gradisca, Istrien) (Vienna: Österreichischen Akademie der Wissenschaften, 2006).
- (it) Branko Marušič, Gli sloveni nel Goriziano dalla fine del medioevo ai giorni nostri (Udine: Forum, 2005).
- (sl) Simon Rutar, Poknežena Grofija Goriška in Gradiščanska (Nova Gorica: Založba Branko, 1997).
- (it) Sergio Tavano, Il Goriziano nella sua vita letteraria (Udine: Società Filologica Friulana).